# Tereuva
Tereuva es un género de foraminífero bentónico de estatus incierto, aunque normalmente considerado un subgénero de Hofkeruva, es decir, Hofkeruva (Tereuva) de la subfamilia Uvigerininae, de la familia Uvigerinidae, de la superfamilia Buliminoidea, del suborden Buliminina y del orden Buliminida. Su especie tipo es Uvigerina paeniteres. Su rango cronoestratigráfico abarca desde el Otaiense (Oligoceno superior) hasta el Waitotariense (Pleistoceno inferior).

## Discusión
Clasificaciones previas incluían Tereuva en el suborden Rotaliina del orden Rotaliida.

## Clasificación
Tereuva incluye a las siguientes especies:
- Tereuva euteres †, también considerado como Hofkeruva (Tereuva) euteres
- Tereuva lutorum †, también considerado como Hofkeruva (Tereuva) lutorum
- Tereuva mioschwageri †, también considerado como Hofkeruva (Tereuva) mioschwageri
- Tereuva paeniteres †, también considerado como Hofkeruva (Tereuva) paeniteres
- Tereuva picki †, también considerado como Hofkeruva (Tereuva) picki
- Tereuva primigenia †, también considerado como Hofkeruva (Tereuva) primigenia
- Tereuva semiteres †, también considerado como Hofkeruva (Tereuva) semiteres